# Forte San Michele
Forte San Michele, originariamente chiamato Werk Kaiserin Elisabeth in nome della giovane imperatrice Elisabetta di Baviera, è stata una fortificazione posta a est di Verona, parte del complesso sistema difensivo cittadino e più in particolare del primo campo trincerato di pianura, voluto dal feldmaresciallo austriaco Josef Radetzky e messo in opera tra 1848 e 1856. La struttura fortificata fu realizzata tra il 1854 e il 1856 e i lavori furono seguiti dal direttore dell'Imperiale Regio Ufficio delle Fortificazioni di Verona, il maggiore Conrad Petrasch, tuttavia venne demolita e spianata dopo la seconda guerra mondiale per ragioni di viabilità e per dare lavoro ai disoccupati; tuttavia, tra il 1854 e il 1861, venne costruito su modello architettonico del forte San Michele il Werk VI (oggi chiamiato forte Ardietti) nel campo trincerato della piazzaforte di Peschiera, ancora perfettamente conservato e visitabile.

## Descrizione
Si tratta di un grande forte a tracciato poligonale con ridotto centrale; l'impianto è ottagonale, leggermente schiacciato, con due lati rientranti, a formare il fronte di gola. Esso costituiva il cardine autosufficiente del campo trincerato sul fronte orientale, di riva sinistra d'Adige, in un sito pianeggiante distante 3 200 metri da porta Vescovo e 500 metri dall'abitato di San Michele Extra. Situato a cavaliere della strada proveniente da Vicenza, la obbligava ad aggirarlo e la prendeva d'infilata con le sue artiglierie, anche sul rovescio, verso San Michele Extra, con le casematte del fronte di gola. Inoltre, batteva di fronte e di fianco la ferrovia Milano-Venezia, incrociando il fuoco con il forte Santa Caterina, situato sulla riva opposta del fiume, e con la batteria provvisoria del castello di Montorio, con la quale si opponeva agli investimenti da oriente. Le sue artiglierie battevano l'intero giro d'orizzonte; l'azione di fuoco più potente era diretta verso gli opposti versanti del colle di Montorio, le "Ferrazze" e la collina della Musella, oltre che verso la piana fluviale a sud di San Martino Buon Albergo. Vista la sua posizione, assai avanzata, il forte venne integrato nella linea del successivo ingrandimento del campo trincerato, avvenuto nel 1861.
Il grande ridotto del forte, a pianta circolare, deriva dalla tipologia della torre casamattata cilindrica con cortile interno. La parte maggiore, in posizione centrale, è parzialmente staccata dal fronte di gola, al centro del quale, verso l'esterno, sporge la parte minore, a formare il ridotto di gola, con funzione di caponiera. Le due parti del ridotto si elevano su un solo piano, con copertura terrapienata, disposta a piattaforma per l'artiglieria. Anche il piano terra del ridotto di gola è ordinato per l'artiglieria in casamatta, mentre il ridotto maggiore, contenente i ricoveri per la guarnigione e due polveriere, è provvisto di una galleria perimetrale per fucilieri. Le riserve d'acqua erano assicurate da quattro pozzi.
Il terrapieno, modellato sul poligono d'impianto, è ordinato per le artiglierie da fortezza, con postazioni a cielo aperto. La scarpata esterna del terrapieno scende fino al livello del fossato asciutto perimetrale, dove è presidiata dal muro distaccato alla Carnot. Sui salienti principali del poligono sporgono le caponiere casamattate per il fiancheggiamento del fossato, provviste di cannoniere e fuciliere. Due poterne mettono in comunicazione il piazzale interno del forte con il cammino di ronda lungo il muro alla Carnot, ordinato per fucilieri e con le tre caponiere. All'esterno, completava l'opera la controscarpa a pendenza naturale, rivestita dal muro aderente solo in corrispondenza delle caponiere.
Provenendo da Verona, superata la chiesa sanmicheliana della Madonna di Campagna, si presentava pertanto un'architettura orizzontale, adattata al profilo pianeggiante, a cui si potevai accedere attraverso due portali ad arco, preceduti da ponte levatoio, inseriti simmetricamente nel fronte di gola, accanto al ridotto. È ragguardevole la perfezione geometrica dell'impianto planimetrico, la sua simmetria, la combinazione di tracciati circolari e poligonali, nonché la complessa e razionale articolazione delle parti in un'opera di assoluta unità spaziale; a Verona è l'ultima prova del talento architettonico di Conrad Petrasch. Come il forte Chievo, infatti, divenne modello di architettura militare absburgica per le future fortificazioni di Verona e dell'Impero austriaco.

## Armamento
L'armamento della fortificazione consisteva in:
- 5 cannoni rigati ad avancarica da 12 cm
- 24 cannoni ad anima liscia

Riserve di munizioni: circa 510 000 kg di polveri.

## Presidio di guerra
Il presidio in caso di guerra della fortificazione consisteva in:
- 300 fanti
- 90 artiglieri

Era inoltre possibile disporre un presidio di emergenza di 190 uomini.